# パーソナルファイアウォール
パーソナルファイアウォール（Personal firewall）とは、コンピュータと外部ネットワークの通信を制御するアプリケーションである。主に個人利用のパーソナルコンピュータを対象とし、外部ネットワークからの侵入およびコンピュータ内部からの外部ネットワークへの通信を検知、遮断することを目的とする。
形態としては、単体のソフトウェア製品としての他、アンチウイルスソフトウェアやアンチスパイウェアと組み合わせたセキュリティースイート、オペレーティングシステムの機能として組み込まれているものなどがある。これらの製品は単にファイアウォールとも呼ばれるが、一般的なファイアウォール製品と区別するため、パーソナルファイアウォールという用語が用いられる。

## 主なパーソナルファイアウォール製品

### パーソナルファイアウォール単体の製品
- AS3 Personal Firewall
- Filseclab Personal Firewall
- GoldTach personal firewall
- Jetico Personal Firewall
- OMNIQUAD Personal Firewall
- Emsisoft Online Armor - 機能を制限したフリーウェア版もある。
- Outpost Firewall Pro
- Privatefirewall
- Sunbelt Personal Firewall
- ZoneAlarm

### 統合セキュリティソフトウェアに組み込まれている製品
- ウイルスセキュリティ
- ノートン 360
- ノートン インターネットセキュリティ
- マカフィー インターネットセキュリティ
- ウイルスバスター - Windows ファイアウォールに機能が追加
- AVG Internet Security
- COMODO Internet Security
- F-Secure インターネットセキュリティ
- G DATA インターネットセキュリティ
- ESET Smart Security
- Kaspersky Internet Security
- Kingsoft Internet Security

### オペレーティングシステムに組み込まれている製品
- Windows ファイアウォール
- macOS - Mac OS X v10.2以降、ファイヤーウォール機能を有するようになった。